# Argiope tapinolobata
Espèce
Argiope tapinolobata est une espèce d'araignées aranéomorphes de la famille des Araneidae.

## Distribution
Cette espèce se rencontre au Sénégal, en Namibie et en Afrique du Sud.

## Description
La femelle holotype mesure 28,7 mm.

## Systématique et taxinomie
Cette espèce a été décrite par Bjørn en 1997.

## Publication originale
- Bjørn, 1997 : « A taxonomic revision of the African part of the orb-weaving genus Argiope (araneae: Araneidae). » Entomologica Scandinavia, vol. 28, p. 199-239.